# Handball-Ligasystem in Deutschland
Das Ligasystem im deutschen Handball (Frauen und Männer) ist seit der Saison 2024/25 durch den Deutschen Handballbund (DHB) einheitlich gegliedert.
Auf der Bundesebene spielen 18 (Männer) bzw. 12 (Frauen) Mannschaften in den jeweiligen Bundesligen um die Deutsche Meisterschaft und die europäischen Startplätze. Unterhalb der Bundesliga gibt es die 2. Bundesliga sowie die 3. Liga. Letztere ist in vier (Männer) bzw. drei (Frauen) Staffeln nach regionalen Gesichtspunkten eingeteilt.
Die vierte Ebene des Ligasystems bilden zehn Regionalligen, die teilweise als Kooperationen zwischen mehreren Landesverbänden ausgestaltet sind. Unterhalb der Regionalligen organisieren die jeweiligen Landesverbände in eigener Verantwortungen die Oberligen (V), Verbandsligen (VI) und Landesligen (VII). Die Verbandsligen und Landesligen können dabei auch in mehrere Staffeln aufgeteilt werden oder – als einzige Spielklassen im Bereich des DHB – auch ganz entfallen.
Höchste Spielklasse unterhalb der Landesverbände ist die Bezirks-, Kreis- oder Regionsoberliga (VIII). Die Spielklassen unterhalb werden als Bezirks-/Kreis-/Regionsliga sowie Bezirks-/Kreis-/Regionsklasse und 2. Bezirks-/Kreis-/Regionsklasse bezeichnet und ggf. weiter nummeriert (3. Bezirks-/Kreis-/Regionsklasse usw.). Ziel dieser Neubenennung ist eine bessere Vergleichbarkeit zwischen den einzelnen Landesverbänden.

## Übersicht der Spielklassen

### Männer
| Ebene                   | Spielklasse | Spielklasse | Spielklasse | Spielklasse | Spielklasse | Spielklasse | Spielklasse | Spielklasse | Spielklasse | Spielklasse |
| ----------------------- | --- | --- | --- | --- | --- | --- | --- | --- | --- | --- |
| 1                       | Bundesliga 18 Mannschaften Platz 1: Deutscher Meister + EHF Champions League Platz 2: EHF Champions League Platz 3–6: EHF European League Platz 17–18: Abstieg | Bundesliga 18 Mannschaften Platz 1: Deutscher Meister + EHF Champions League Platz 2: EHF Champions League Platz 3–6: EHF European League Platz 17–18: Abstieg | Bundesliga 18 Mannschaften Platz 1: Deutscher Meister + EHF Champions League Platz 2: EHF Champions League Platz 3–6: EHF European League Platz 17–18: Abstieg | Bundesliga 18 Mannschaften Platz 1: Deutscher Meister + EHF Champions League Platz 2: EHF Champions League Platz 3–6: EHF European League Platz 17–18: Abstieg | Bundesliga 18 Mannschaften Platz 1: Deutscher Meister + EHF Champions League Platz 2: EHF Champions League Platz 3–6: EHF European League Platz 17–18: Abstieg | Bundesliga 18 Mannschaften Platz 1: Deutscher Meister + EHF Champions League Platz 2: EHF Champions League Platz 3–6: EHF European League Platz 17–18: Abstieg | Bundesliga 18 Mannschaften Platz 1: Deutscher Meister + EHF Champions League Platz 2: EHF Champions League Platz 3–6: EHF European League Platz 17–18: Abstieg | Bundesliga 18 Mannschaften Platz 1: Deutscher Meister + EHF Champions League Platz 2: EHF Champions League Platz 3–6: EHF European League Platz 17–18: Abstieg | Bundesliga 18 Mannschaften Platz 1: Deutscher Meister + EHF Champions League Platz 2: EHF Champions League Platz 3–6: EHF European League Platz 17–18: Abstieg | Bundesliga 18 Mannschaften Platz 1: Deutscher Meister + EHF Champions League Platz 2: EHF Champions League Platz 3–6: EHF European League Platz 17–18: Abstieg |
| 2                       | 2. Bundesliga 18 Mannschaften Platz 1–2: Aufstieg Platz 17–18: Abstieg                                                                                         | 2. Bundesliga 18 Mannschaften Platz 1–2: Aufstieg Platz 17–18: Abstieg                                                                                         | 2. Bundesliga 18 Mannschaften Platz 1–2: Aufstieg Platz 17–18: Abstieg                                                                                         | 2. Bundesliga 18 Mannschaften Platz 1–2: Aufstieg Platz 17–18: Abstieg                                                                                         | 2. Bundesliga 18 Mannschaften Platz 1–2: Aufstieg Platz 17–18: Abstieg                                                                                         | 2. Bundesliga 18 Mannschaften Platz 1–2: Aufstieg Platz 17–18: Abstieg                                                                                         | 2. Bundesliga 18 Mannschaften Platz 1–2: Aufstieg Platz 17–18: Abstieg                                                                                         | 2. Bundesliga 18 Mannschaften Platz 1–2: Aufstieg Platz 17–18: Abstieg                                                                                         | 2. Bundesliga 18 Mannschaften Platz 1–2: Aufstieg Platz 17–18: Abstieg                                                                                         | 2. Bundesliga 18 Mannschaften Platz 1–2: Aufstieg Platz 17–18: Abstieg                                                                                         |
| 3                       | 3. Liga 64 Mannschaften Platz 1–2: Aufstiegsrunde | 3. Liga 64 Mannschaften Platz 1–2: Aufstiegsrunde | 3. Liga 64 Mannschaften Platz 1–2: Aufstiegsrunde | 3. Liga 64 Mannschaften Platz 1–2: Aufstiegsrunde | 3. Liga 64 Mannschaften Platz 1–2: Aufstiegsrunde | 3. Liga 64 Mannschaften Platz 1–2: Aufstiegsrunde | 3. Liga 64 Mannschaften Platz 1–2: Aufstiegsrunde | 3. Liga 64 Mannschaften Platz 1–2: Aufstiegsrunde | 3. Liga 64 Mannschaften Platz 1–2: Aufstiegsrunde | 3. Liga 64 Mannschaften Platz 1–2: Aufstiegsrunde |
| 4                       | Regionalliga Nord | Regionalliga Ostsee-Spree | Regionalliga Niedersachsen | Regionalliga Mittel- Deutschland | Regionalliga Westfalen | Regionalliga Nordrhein | Regionalliga Südwest | Regionalliga Baden-Württemberg | Regionalliga Hessen | Regionalliga Bayern |
| 5                       | Oberliga Hamburg Schleswig-Holstein | Oberliga Brandenburg MeckPom Berlin | Oberliga Nord Oberliga Süd | Oberliga Sachsen-Anhalt Sachsen Thüringen | Oberliga Westfalen | Oberliga Mittelrhein Nordrhein | Oberliga Rheinland-Pfalz Saarland | Oberliga Baden Südbaden Württemberg | Oberliga Hessen | Oberliga Bayern |
| 6                       | Verbandsligen | Verbandsligen | Verbandsligen | Verbandsligen | Verbandsligen | Verbandsligen | Verbandsligen | Verbandsligen | Verbandsligen | Verbandsligen |
| 7                       | Landesligen | Landesligen | Landesligen | Landesligen | Landesligen | Landesligen | Landesligen | Landesligen | Landesligen | Landesligen |
| 8                       | Bezirks-/Kreis-/Regionsoberligen | Bezirks-/Kreis-/Regionsoberligen | Bezirks-/Kreis-/Regionsoberligen | Bezirks-/Kreis-/Regionsoberligen | Bezirks-/Kreis-/Regionsoberligen | Bezirks-/Kreis-/Regionsoberligen | Bezirks-/Kreis-/Regionsoberligen | Bezirks-/Kreis-/Regionsoberligen | Bezirks-/Kreis-/Regionsoberligen | Bezirks-/Kreis-/Regionsoberligen |
| 9                       | Bezirks-/Kreis-/Regionsligen | Bezirks-/Kreis-/Regionsligen | Bezirks-/Kreis-/Regionsligen | Bezirks-/Kreis-/Regionsligen | Bezirks-/Kreis-/Regionsligen | Bezirks-/Kreis-/Regionsligen | Bezirks-/Kreis-/Regionsligen | Bezirks-/Kreis-/Regionsligen | Bezirks-/Kreis-/Regionsligen | Bezirks-/Kreis-/Regionsligen |
| 10                      | Bezirks-/Kreis-/Regionsklassen | Bezirks-/Kreis-/Regionsklassen | Bezirks-/Kreis-/Regionsklassen | Bezirks-/Kreis-/Regionsklassen | Bezirks-/Kreis-/Regionsklassen | Bezirks-/Kreis-/Regionsklassen | Bezirks-/Kreis-/Regionsklassen | Bezirks-/Kreis-/Regionsklassen | Bezirks-/Kreis-/Regionsklassen | Bezirks-/Kreis-/Regionsklassen |
| 11                      | 2. Bezirks-/Kreis-/Regionsoberklassen | 2. Bezirks-/Kreis-/Regionsoberklassen | 2. Bezirks-/Kreis-/Regionsoberklassen | 2. Bezirks-/Kreis-/Regionsoberklassen | 2. Bezirks-/Kreis-/Regionsoberklassen | 2. Bezirks-/Kreis-/Regionsoberklassen | 2. Bezirks-/Kreis-/Regionsoberklassen | 2. Bezirks-/Kreis-/Regionsoberklassen | 2. Bezirks-/Kreis-/Regionsoberklassen | 2. Bezirks-/Kreis-/Regionsoberklassen |
| Stand: Saison 2024/2025 | | | | | | | | | | |

### Frauen
| Ebene                   | Spielklasse | Spielklasse | Spielklasse | Spielklasse | Spielklasse | Spielklasse | Spielklasse | Spielklasse | Spielklasse | Spielklasse |
| ----------------------- | --- | --- | --- | --- | --- | --- | --- | --- | --- | --- |
| 1                       | Bundesliga 12 Mannschaften Platz 1-8: Play-Off um die Meisterschaft Platz 9-12: Playdown gegen den Abstieg (1 Absteiger) | Bundesliga 12 Mannschaften Platz 1-8: Play-Off um die Meisterschaft Platz 9-12: Playdown gegen den Abstieg (1 Absteiger) | Bundesliga 12 Mannschaften Platz 1-8: Play-Off um die Meisterschaft Platz 9-12: Playdown gegen den Abstieg (1 Absteiger) | Bundesliga 12 Mannschaften Platz 1-8: Play-Off um die Meisterschaft Platz 9-12: Playdown gegen den Abstieg (1 Absteiger) | Bundesliga 12 Mannschaften Platz 1-8: Play-Off um die Meisterschaft Platz 9-12: Playdown gegen den Abstieg (1 Absteiger) | Bundesliga 12 Mannschaften Platz 1-8: Play-Off um die Meisterschaft Platz 9-12: Playdown gegen den Abstieg (1 Absteiger) | Bundesliga 12 Mannschaften Platz 1-8: Play-Off um die Meisterschaft Platz 9-12: Playdown gegen den Abstieg (1 Absteiger) | Bundesliga 12 Mannschaften Platz 1-8: Play-Off um die Meisterschaft Platz 9-12: Playdown gegen den Abstieg (1 Absteiger) | Bundesliga 12 Mannschaften Platz 1-8: Play-Off um die Meisterschaft Platz 9-12: Playdown gegen den Abstieg (1 Absteiger) | Bundesliga 12 Mannschaften Platz 1-8: Play-Off um die Meisterschaft Platz 9-12: Playdown gegen den Abstieg (1 Absteiger) |
| 2                       | 2. Bundesliga 16 Mannschaften Platz 1: Aufstieg Platz 14-16: Abstieg                                                     | 2. Bundesliga 16 Mannschaften Platz 1: Aufstieg Platz 14-16: Abstieg                                                     | 2. Bundesliga 16 Mannschaften Platz 1: Aufstieg Platz 14-16: Abstieg                                                     | 2. Bundesliga 16 Mannschaften Platz 1: Aufstieg Platz 14-16: Abstieg                                                     | 2. Bundesliga 16 Mannschaften Platz 1: Aufstieg Platz 14-16: Abstieg                                                     | 2. Bundesliga 16 Mannschaften Platz 1: Aufstieg Platz 14-16: Abstieg                                                     | 2. Bundesliga 16 Mannschaften Platz 1: Aufstieg Platz 14-16: Abstieg                                                     | 2. Bundesliga 16 Mannschaften Platz 1: Aufstieg Platz 14-16: Abstieg                                                     | 2. Bundesliga 16 Mannschaften Platz 1: Aufstieg Platz 14-16: Abstieg                                                     | 2. Bundesliga 16 Mannschaften Platz 1: Aufstieg Platz 14-16: Abstieg                                                     |
| 3                       | 3. Liga 48 Mannschaften Platz 1–2: Aufstiegsrunde                                                                        | 3. Liga 48 Mannschaften Platz 1–2: Aufstiegsrunde                                                                        | 3. Liga 48 Mannschaften Platz 1–2: Aufstiegsrunde                                                                        | 3. Liga 48 Mannschaften Platz 1–2: Aufstiegsrunde                                                                        | 3. Liga 48 Mannschaften Platz 1–2: Aufstiegsrunde                                                                        | 3. Liga 48 Mannschaften Platz 1–2: Aufstiegsrunde                                                                        | 3. Liga 48 Mannschaften Platz 1–2: Aufstiegsrunde                                                                        | 3. Liga 48 Mannschaften Platz 1–2: Aufstiegsrunde                                                                        | 3. Liga 48 Mannschaften Platz 1–2: Aufstiegsrunde                                                                        | 3. Liga 48 Mannschaften Platz 1–2: Aufstiegsrunde                                                                        |
| 4                       | Regionalliga Nord | Regionalliga Ostsee-Spree                                                                                                | Regionalliga Niedersachsen                                                                                               | Regionalliga Mittel- Deutschland                                                                                         | Regionalliga Westfalen                                                                                                   | Regionalliga Nordrhein                                                                                                   | Regionalliga Südwest | Regionalliga Baden-Württemberg                                                                                           | Regionalliga Hessen | Regionalliga Bayern |
| 5                       | Oberliga Hamburg Schleswig- Holstein                                                                                     | Oberliga Brandenburg MeckPom Berlin                                                                                      | Oberliga Nord Oberliga Süd                                                                                               | Oberliga Sachsen-Anhalt Sachsen Thüringen                                                                                | Oberliga Westfalen | Oberliga Mittelrhein Nordrhein                                                                                           | Oberliga Pfalz Saarland Rheinland                                                                                        | Oberliga Baden Südbaden Württemberg                                                                                      | Oberliga Hessen | Oberliga Bayern |
| 6                       | Verbandsligen | Verbandsligen | Verbandsligen | Verbandsligen | Verbandsligen | Verbandsligen | Verbandsligen | Verbandsligen | Verbandsligen | Verbandsligen |
| 7                       | Landesligen | Landesligen | Landesligen | Landesligen | Landesligen | Landesligen | Landesligen | Landesligen | Landesligen | Landesligen |
| 8                       | Bezirks-/Kreis-/Regionsoberligen                                                                                         | Bezirks-/Kreis-/Regionsoberligen                                                                                         | Bezirks-/Kreis-/Regionsoberligen                                                                                         | Bezirks-/Kreis-/Regionsoberligen                                                                                         | Bezirks-/Kreis-/Regionsoberligen                                                                                         | Bezirks-/Kreis-/Regionsoberligen                                                                                         | Bezirks-/Kreis-/Regionsoberligen                                                                                         | Bezirks-/Kreis-/Regionsoberligen                                                                                         | Bezirks-/Kreis-/Regionsoberligen                                                                                         | Bezirks-/Kreis-/Regionsoberligen                                                                                         |
| 9                       | Bezirks-/Kreis-/Regionsligen                                                                                             | Bezirks-/Kreis-/Regionsligen                                                                                             | Bezirks-/Kreis-/Regionsligen                                                                                             | Bezirks-/Kreis-/Regionsligen                                                                                             | Bezirks-/Kreis-/Regionsligen                                                                                             | Bezirks-/Kreis-/Regionsligen                                                                                             | Bezirks-/Kreis-/Regionsligen                                                                                             | Bezirks-/Kreis-/Regionsligen                                                                                             | Bezirks-/Kreis-/Regionsligen                                                                                             | Bezirks-/Kreis-/Regionsligen                                                                                             |
| 10                      | Bezirks-/Kreis-/Regionsklassen                                                                                           | Bezirks-/Kreis-/Regionsklassen                                                                                           | Bezirks-/Kreis-/Regionsklassen                                                                                           | Bezirks-/Kreis-/Regionsklassen                                                                                           | Bezirks-/Kreis-/Regionsklassen                                                                                           | Bezirks-/Kreis-/Regionsklassen                                                                                           | Bezirks-/Kreis-/Regionsklassen                                                                                           | Bezirks-/Kreis-/Regionsklassen                                                                                           | Bezirks-/Kreis-/Regionsklassen                                                                                           | Bezirks-/Kreis-/Regionsklassen                                                                                           |
| 11                      | 2. Bezirks-/Kreis-/Regionsoberklassen                                                                                    | 2. Bezirks-/Kreis-/Regionsoberklassen                                                                                    | 2. Bezirks-/Kreis-/Regionsoberklassen                                                                                    | 2. Bezirks-/Kreis-/Regionsoberklassen                                                                                    | 2. Bezirks-/Kreis-/Regionsoberklassen                                                                                    | 2. Bezirks-/Kreis-/Regionsoberklassen                                                                                    | 2. Bezirks-/Kreis-/Regionsoberklassen                                                                                    | 2. Bezirks-/Kreis-/Regionsoberklassen                                                                                    | 2. Bezirks-/Kreis-/Regionsoberklassen                                                                                    | 2. Bezirks-/Kreis-/Regionsoberklassen                                                                                    |
| Stand: Saison 2024/2025 | | | | | | | | | | |

## Ligaabkürzungen
| Liga                                          | Abkürzung    |
| --------------------------------------------- | ------------ |
| 1. Bundesliga                                 | HBL          |
| 2. Bundesliga                                 | 2. HBL       |
| 3. Liga                                       | 3. Liga      |
| Regionalliga                                  | RL           |
| Oberliga                                      | OL           |
| Verbandsliga                                  | VL           |
| Landesliga                                    | LL           |
| Bezirksoberliga/Regionsoberliga/Kreisoberliga | BZOL/ROL/KOL |
| Bezirksliga/Regionsliga/Kreisliga             | BZL/ReL/KL   |
| Bezirksklasse/Regionsklasse/Kreisklasse       | BK/RK/KK     |